# Plaça dels Àlbers (Tàrrega)
La Plaça dels Àlbers és una plaça pública de Tàrrega (Urgell) inclosa a l'Inventari del Patrimoni Arquitectònic de Catalunya.

## Descripció
És una plaça situada a la part posterior de l'església parroquial de Santa Maria de l'Alba, tocant a la part dedicada a la sagristia i l'absis de l'església. Aquesta plaça no té una estructura urbanística definida i queda força amagada en l'entramat urbà de la ciutat de Tàrrega. Té dos accessos principals molt estrets, i interiorment no es caracteritza per acollir-hi cap mena d'organització interna precisa. Malgrat el seu paper secundari urbanístic a Tàrrega, és una plaça conformada en part per àmplies cases pairals dels segles XVI-XVII.

## Història
Actualment aquesta plaça gairebé ha passat a ser un punt d'aparcament perquè pràcticament no hi té trànsit de vianants, ni recursos comercials que portin a vivificar-hi l'ambient urbà. Aquesta plaça antigament era utilitzada també com a part important en el mercat dels dilluns de la ciutat de Tàrrega, quan encara estava per asfaltar i sanejar. No fou fins a mitjan segle XX que aquesta plaça s'asfaltava i posteriorment gràcies a la Fira del Teatre de Tàrrega, a cada any passa a convertir-se per uns dies en escenari teatral d'excepció.